# Unidad Popular Republicana
Unidad Popular Republicana fue una coalición electoral de extrema izquierda formada por el Partido Comunista de España (marxista-leninista) y la Convención Republicana de los Pueblos de España para las elecciones generales españolas de 1986, con la intención de ser una alternativa a la izquierda de Izquierda Unida. Obtuvo 27.473 votos (0,14%).
También se presentó a las elecciones locales y autonómicas de 1986 a 1988. Obtuvo 1.102 votos (0,10%) a las elecciones en el Parlamento Vasco, 6.054 votos (0,03%) en las elecciones municipales de 1987, 3.309 votos (0,17%) en las elecciones a las Cortes Valencianas, 1.433 votos (0,23%) en las elecciones a Cortes de Aragón, y 1.066 votos (0,04%) en las elecciones en el Parlamento de Cataluña.